# Jerzy Fedorowicz
Jerzy Feliks Fedorowicz (ur. 29 października 1947 w Polanicy-Zdroju) – polski aktor teatralny i filmowy, reżyser teatralny oraz polityk. Dyrektor Teatru Ludowego w Krakowie (1989–2005), poseł na Sejm V, VI i VII kadencji (2005–2015), senator IX, X i XI kadencji (od 2015).

## Życiorys

### Wykształcenie i działalność artystyczna
Absolwent V Liceum Ogólnokształcącego im. Augusta Witkowskiego w Krakowie. Ukończył studia na PWST w Krakowie (1969). Jako aktor związany z krakowskimi teatrami Rozmaitości i Starym oraz Państwowymi Teatrami Dramatycznymi w Szczecinie. W 1989 został dyrektorem naczelnym i artystycznym Teatru Ludowego w Nowej Hucie; funkcję tę pełnił do 2005.
Laureat nagród i wyróżnień, m.in. nagrody przyznawanej przez Polcul Foundation, Nagrody Wojewody Krakowskiego, Nagrody Prezydenta Miasta Krakowa, Nagrody Towarzystwa Krzewienia Kultury Teatralnej, Nagrody CTN „Monar” Kraków (1996), Nagrody Prezydenta RP za Twórczość dla Dzieci i Młodzieży „Sztuka Młodym” (2005).
W 2014 ukazała się książka Lodołamacz Fedor, wywiad rzeka, który przeprowadził dziennikarz muzyczny Jarosław Szubrycht. W 2017 wydana została książka Jerzego Fedorowicza Absolwenci. Rocznik ’69, za którą w październiku 2018 otrzymał nagrodę Krakowska Książka Miesiąca.

### Działalność polityczna
W latach 90. był dyrektorem wydziału kultury w Urzędzie Miasta Krakowa. W latach 1994–1998 zasiadał w radzie miejskiej Krakowa, w której przewodniczył komisji do spraw kultury. Był związany z KLD i następnie Unią Wolności; kandydował do Sejmu w 1993 i 1997. Od 1998 do 2005 sprawował mandat radnego sejmiku małopolskiego I i II kadencji, w którym również przewodniczył Komisji Kultury. Do 2002 reprezentował UW, reelekcję uzyskał z listy Wspólnoty Małopolskiej.
Przystąpił do Platformy Obywatelskiej. W wyborach parlamentarnych w 2005 z ramienia PO został wybrany na posła V kadencji w okręgu krakowskim z wynikiem 5694 głosów. Znalazł się w gronie najlepszych 15 posłów V kadencji w rankingu „Polityki”. Zasiadał m.in. w Komisji Kultury i Środków Przekazu oraz Komisji Edukacji, Nauki i Młodzieży. W wyborach parlamentarnych w 2007 po raz drugi uzyskał mandat poselski, otrzymując 15 649 głosów. Został wiceprzewodniczącym Komisji Kultury i Środków Przekazu, członkiem Komisji Łączności z Polakami za Granicą, przedstawicielem Delegacji Parlamentarnej do Zgromadzenia Parlamentarnego Sejmu i Senatu RP, Sejmu Republiki Litewskiej i Rady Najwyższej Ukrainy, członkiem grup parlamentarnych polsko-ekwadorskiej, polsko-rosyjskiej, polsko-tajwańskiej oraz polsko-ukraińskiej. W wyborach parlamentarnych w 2011 z powodzeniem ubiegał się o reelekcję, dostał 28 383 głosy.
W 2015 wystartował do Senatu z rekomendacji PO w okręgu nr 32. Uzyskał mandat senatora IX kadencji, otrzymując 72 044 głosy. W listopadzie 2016 został powołany na funkcję wiceministra kultury i dziedzictwa narodowego w gabinecie cieni utworzonym przez Platformę Obywatelską. W wyborach w 2019 i 2023 z powodzeniem ubiegał się o senacką reelekcję, otrzymując odpowiednio 117 177 głosów oraz 151 792 głosy. W izbie wyższej parlamentu został m.in. przewodniczącym Komisji Kultury i Środków Przekazu.

### Działalność społeczna
Zajął się także pracą z tzw. trudną młodzieżą, m.in. wyreżyserował przedstawienie Romea i Julii w Teatrze Ludowym, w którym zagrali przedstawiciele skinheadów i punków (1991–1992). Był prowadzącym program Zadyma w TVP2. Podjął pracę nad projektem wprowadzenia do uczelni artystycznych kierunku „terapia przez sztukę”. Uczestnik akcji charytatywnych Fundacji Mam Marzenie, Koliber, Dar Serca i innych. Założył Fundację Teatru Ludowego w Krakowie, działającą w obszarze terapii przez sztukę; objął funkcję członka rady tej fundacji.

## Wyniki w wyborach ogólnopolskich
| Wybory | Komitet wyborczy  | Komitet wyborczy                | Organ             | Okręg            | Wynik            |
| ------ | ----------------- | ------------------------------- | ----------------- | ---------------- | ---------------- |
| 1993   |                   | Kongres Liberalno-Demokratyczny | Sejm II kadencji  | nr 21            | 7651 (1,65%)     |
| 1997   |                   | Unia Wolności                   | Sejm III kadencji | nr 21            | 3857 (0,80%)     |
| 2005   |                   | Platforma Obywatelska           | Sejm V kadencji   | nr 13            | 5694 (1,35%)     |
| 2007   | Sejm VI kadencji  | Platforma Obywatelska           | 15 649 (2,79%)    | nr 13            |                  |
| 2011   | Sejm VII kadencji | Platforma Obywatelska           | 28 383 (5,60%)    | nr 13            |                  |
| 2015   | Senat IX kadencji | Platforma Obywatelska           | nr 32             | 72 044 (60,60%)  |                  |
| 2019   |                   | Koalicja Obywatelska            | nr 32             | Senat X kadencji | 117 177 (59,55%) |
| 2023   | Senat XI kadencji | Koalicja Obywatelska            | nr 32             | 151 792 (67,06%) |                  |

## Życie prywatne
Syn Aliny z Kłopotowskich i Eugeniusza (także aktora). Od 1969 był żonaty z Elżbietą Krywsza-Fedorowicz, krakowską scenografką, która zmarła w 2018. Ma dwóch synów: Filipa i Jerzego.

## Filmografia
- 1967: Koncert życzeń jako motocyklista
- 1970: Pułapka jako żołnierz
- 1972: Kopernik jako uczony
- 1974: Potop jako Braun
- 1975: Znikąd donikąd jako Ren
- 1975: Noce i dnie jako kolega Tomaszka w Wapiennikach
- 1976: Spokój jako kolega Gralaka z więzienia
- 1976: Ocalić miasto jako pracownik poczty stemplujący listy
- 1977: Pani Bovary to ja jako sąsiad Andrzej
- 1978: Aktorzy prowincjonalni jako Michał
- 1978: Ślad na ziemi jako inżynier Madej
- 1979: Szansa jako lekarz
- 1980: Królowa Bona jako dzierżawca Mikołaj Wilga
- 1980: Z biegiem lat, z biegiem dni… jako żandarm
- 1981: Najdłuższa wojna nowoczesnej Europy jako Tomek Gierusz
- 1982: Odlot jako towarzysz Sobol
- 1984: Bogusław Schaeffer – Poza schematem
- 1984: Zdaniem obrony jako Marek Korytko
- 1986: Biała wizytówka
- 1986: Bohater roku jako towarzysz Kulepa
- 1986: Magnat
- 1987: Śmierć Johna L. jako Krzysztof
- 1988: Dekalog II jako Janek
- 1991: Pogranicze w ogniu jako kierowca Gienio
- 1994: Śmierć jak kromka chleba
- 1995: Opowieść o Józefie Szwejku i jego najjaśniejszej epoce jako wachmistrz
- 1996: Opowieść o Józefie Szwejku i jego drodze na front jako wachmistrz
- 1999: Przygody dobrego wojaka Szwejka jako wachmistrz
- 2001: Historia filozofii po góralsku według ks. Józefa Tischnera
- 2006: Mrok jako burmistrz Stanisław Pałek
- 2006: Nadzieja
- 2007: Ekipa jako poseł Marcinek
- 2008: Cztery noce z Anną, jako dyrektor szpitala
- 2009: Jan z drzewa jako prezes
- 2011: Przepis na życie, jako generał, ojciec Beaty
- 2014: Na dobre i na złe jako Staszek Kalinowski
- 2014: Obywatel jako pan poseł

## Odznaczenia
- Złoty Krzyż Zasługi (2000)[19]
- Srebrny Medal „Zasłużony Kulturze Gloria Artis” (2005)